# Augusto Solari
Augusto Jorge Mateo Solari (Rosário, 3 de janeiro de 1992) é um futebolista argentino que atua como meio-campista. Atualmente joga pelo Rosário Central.

## Carreira

### River Plate
Augusto Solari se profissionalizou no River Plate, em 2012.
Augusto Solari integrou o River Plate na campanha vitoriosa da Copa Sul-Smericana de 2014.

## Títulos
River Plate
- Copa Libertadores da América: 2015
- Copa Sul-Americana: 2014

Racing
- Campeonato Argentino: 2018–19